# Skisprungsaison 1966/67
Der Artikel über die Skisprungssaison 1966/67 ist eine Übersicht zu den wichtigsten Skisprungwettbewerben der Wintersportsaison 1966/67. Damals organisierte der internationale Ski-Verband Fis noch keine Wettkampfserie wie den Weltcup. Als Sprungläufe der höchsten Klasse sind dennoch einige Wettkämpfe hervorzuheben. So waren in dieser Saison die Vierschanzentournee, die vorolympischen Wettkämpfe in Saint-Nizier-du-Moucherotte und Autrans, die Salpausselkä-Skispiele in Lahti, das Holmenkollen-Skifestival in Oslo sowie die Skiflug-Wochen in Oberstdorf und Vikersund die herausragenden Wettbewerbe im Skispringen. Diese Spezialsprungläufe wurden international in einer Vielzahl von Medien berücksichtigt. Dies war bei den weiteren internationalen Wettbewerben in der Breite und Größe nicht der Fall.
In dieser Saison wurde der Skiflugweltrekord mehrmals gebrochen und im Vergleich zur alten Rekordweite aus dem März 1966 um acht Meter gesteigert. Zunächst stand Lars Grini in Oberstdorf erstmals einen Sprung auf 150 Meter. Ein Monat später übertraf der Österreicher Reinhold Bachler diese Weite in Vikersund und flog auf 154 Meter. Bjørn Wirkola war der erfolgreichste Springer der Saison, aber auch Dieter Neuendorf und Lars Grini konnten wichtige Wettkämpfe gewinnen. Reinhold Bachler feierte seinen internationalen Durchbruch.

## Wettbewerbsübersicht

### A-Klasse-Springen
| Datum                | Austragungsort         | Schanze                      | Bemerkung                | Sieger           | Zweiter           | Dritter                        | Beleg         |
| -------------------- | ---------------------- | ---------------------------- | ------------------------ | ---------------- | ----------------- | ------------------------------ | ------------- |
| 30. Dezember 1966    | Oberstdorf             | Schattenbergschanze          | Vierschanzentournee      | Dieter Neuendorf | Peter Lesser      | Veikko Kankkonen Bjørn Wirkola | [ 2 ]         |
| 1. Januar 1967       | Garmisch-Part.         | Große Olympiaschanze         | Vierschanzentournee      | Bjørn Wirkola    | Reinhold Bachler  | Veikko Kankkonen               | [ 3 ]         |
| 6. Januar 1967       | Innsbruck              | Bergiselschanze              | Vierschanzentournee      | Bjørn Wirkola    | Franz Keller      | Sepp Lichtenegger              | [ 4 ]         |
| 8. Januar 1967       | Bischofshofen          | Paul-Außerleitner-Schanze    | Vierschanzentournee      | Bjørn Wirkola    | Jiří Raška        | Sepp Lichtenegger              | [ 5 ]         |
|                      | Tournee-Gesamtwertung: | Tournee-Gesamtwertung:       | Vierschanzentournee      | Bjørn Wirkola    | Sepp Lichtenegger | Dieter Neuendorf               | [ 6 ]         |
| 8. Februar 1967      | Saint Nizier           | Tremplin du Dauphiné         | Vorolympischer Wettkampf | Bjørn Wirkola    | Peter Eržen       | Dieter Neuendorf               | [ 7 ] [ 8 ]   |
| 10.–12. Februar 1967 | Oberstdorf             | Heini-Klopfer-Skiflugschanze | Skiflug-Woche            | Lars Grini       | Peter Lesser      | Kjell Sjöberg                  | [ 9 ] [ 10 ]  |
| 12. Februar 1967     | Autrans                | Le Claret                    | Vorolympischer Wettkampf | Veikko Kankkonen | Dieter Neuendorf  | Józef Kocyan                   | [ 11 ] [ 12 ] |
| 26. Februar 1967     | Lahti                  | Intiaanikukkula              | Salpausselkä-Skispiele 1 | Veikko Kankkonen | Niilo Halonen     | Topi Mattila                   | [ 13 ] [ 14 ] |
| 5. März 1967         | Oslo                   | Holmenkollbakken             | Holmenkollen-Skifestival | Bjørn Wirkola    | Bent Tomtum       | Max Golser                     | [ 15 ] [ 16 ] |
| 11./12. März 1967    | Vikersund              | Vikersundbakken              | Skiflug-Woche            | Reinhold Bachler | Jiří Raška        | Bjørn Wirkola                  | [ 17 ] [ 18 ] |

### Weitere internationale Springen
| Datum             | Austragungsort           | Schanze                     | Bemerkung                             | Sieger              | Zweiter                   | Dritter                      | Beleg           |
| ----------------- | ------------------------ | --------------------------- | ------------------------------------- | ------------------- | ------------------------- | ---------------------------- | --------------- |
| 26. Dezember 1966 | St. Moritz               | Olympiaschanze              | Weihnachtsspringen                    | Ladislav Divila     | Josef Matouš              | Jozef Metelka                | [ 20 ] [ 21 ]   |
| 27. Dezember 1966 | Engelberg                | Klein-Titlis-Schanze K62    | Nachtspringen                         | Josef Zehnder       | Ladislav Divila           | Jozef Metelka                | [ 22 ] [ 23 ]   |
| 15. Januar 1967   | Kawgolowo                | Tramplin Kawgolowo          |                                       | Ladislav Divila     | Koba Zakadse              | Pjotr Kowalenko              | [ 24 ] [ 25 ]   |
| 15. Januar 1967   | Semmering                | Liechtensteinschanze        |                                       | Reinhold Bachler    | Rudolf Höhnl              | Jozef Metelka                | [ 26 ] [ 27 ]   |
| 15. Januar 1967   | Morteau                  | Tremplin de Morteau         | Coupe Klaus 1                         | Alain Macle         | Mario Cecon               | Heribert Schmid              | [ 28 ] [ 29 ]   |
| 15. Januar 1967   | Fox River Grove          | Cary Hill                   |                                       | Bjørn Wirkola       | Christoffer Selbekk       | Takashi Fujisawa             | [ 30 ] [ 31 ]   |
| 20. Januar 1967   | Wisła                    | Malinka                     | Beskiden-Tour 2/ Freundschaftstournee | Peter Eržen         | Jiří Raška Dieter Müller  |                              | [ 32 ] [ 33 ]   |
| 22. Januar 1967   | Szczyrk                  | Skalite                     | Beskiden-Tour 2/ Freundschaftstournee | Peter Lesser        | Bernd Karwofsky           | Manfred Queck                | [ 34 ] [ 35 ]   |
| 24. Januar 1967   | Zakopane                 | Wielka Krokiew              | Freundschaftstournee                  | Jiří Raška          | Józef Kocyan              | Peter Lesser                 | [ 36 ] [ 37 ]   |
|                   | Tournee-Gesamtwertung: 3 | Tournee-Gesamtwertung: 3    | Freundschaftstournee                  | Jiří Raška          | Peter Lesser              | Peter Eržen                  | [ 37 ] [ 38 ]   |
| 21. Januar 1967   | Le Brassus               | La Chirurgienne             |                                       | Giacomo Aimoni      | Tynu Chaljand             | Gilbert Poirot               | [ 39 ] [ 40 ]   |
| 22. Januar 1967   | Lake Placid              | Große Olympiaschanze        | Masters International                 | Bjørn Wirkola       | Takashi Fujisawa          | Christoffer Selbekk          | [ 41 ] [ 42 ]   |
| 22. Januar 1967   | Falun                    | Källviksbacken              | Schwedische Skispiele                 | Lars Grini          | Bent Tomtum               | Ronald Jensen                | [ 43 ] [ 44 ]   |
| 22. Januar 1967   | Klingenthal              | Große Aschbergschanze       |                                       | Horst Queck         | Dieter Neuendorf          | Veikko Kankkonen             | [ 45 ] [ 46 ]   |
| 24. Januar 1967   | Zürich                   | Uetliberg-Sprungschanze     |                                       | Jan Kawulok         | Erwin Fiedor              | Josef Zehnder                | [ 47 ] [ 48 ]   |
| 27. Januar 1967   | Špindlerův Mlýn          | Svatý Petr                  | Bohemia-Tournee                       | Jiří Raška          | Peter Eržen               | Gilbert Poirot               | [ 49 ] [ 50 ]   |
| 29. Januar 1967   | Vysoké nad Jizerou       | Grubenschanze               | Bohemia-Tournee                       | Jiří Raška          | Horst Queck               | Max Golser                   | [ 51 ] [ 52 ]   |
| 30. Januar 1967   | Liberec                  | Ještěd                      | Bohemia-Tournee                       | Jiří Raška          | Gilbert Poirot            | Bent Tomtum                  | [ 53 ] [ 54 ]   |
|                   | Tournee-Gesamtwertung:   | Tournee-Gesamtwertung:      | Bohemia-Tournee                       | Jiří Raška          | Gilbert Poirot            | Rudolf Doubek                | [ 53 ]          |
| 27. Januar 1967   | Brotterode               | Inselbergschanze            | SKDA-Meisterschaften                  | Dieter Neuendorf    | Pjotr Kowalenko           | Józef Przybyła               | [ 55 ] [ 56 ]   |
| 29. Januar 1967   | Oberhof                  | Rennsteigschanze            | SKDA-Meisterschaften                  | Dieter Neuendorf    | Manfred Queck 4           | Peter Lesser 4               | [ 57 ] [ 58 ]   |
| 29. Januar 1967   | Braunlage                | Wurmbergschanze             |                                       | Bohumil Doležal     | Helmut Wegscheider        | Albert Haim                  | [ 59 ] [ 60 ]   |
| 29. Januar 1967   | Saint Paul               | Battle Creek                |                                       | Takashi Fujisawa    | Paavo Lukkariniemi        | Dag Helgestad                | [ 61 ] [ 62 ]   |
| 29. Januar 1967   | Madison                  | Middleton                   |                                       | Bjørn Wirkola       | Christoffer Selbekk       | Adrian Watt                  | [ 63 ] [ 64 ]   |
| 29. Januar 1967   | Unterwasser              | Säntisschanze K65           | Schweizer Springertournee             | Jan Kawulok         | Juhani Ruotsalainen       | Mikko Joki-Anttila           | [ 65 ] [ 66 ]   |
| 31. Januar 1967   | St. Moritz               | Olympiaschanze              | Schweizer Springertournee             | Kurt Elimä          | Juhani Ruotsalainen       | Reinhold Bachler Jan Kawulok | [ 67 ] [ 68 ]   |
| 3. Februar 1967   | Gstaad                   | Schanze                     | Schweizer Springertournee             | Reinhold Bachler    | Seppo Hannula             | Harald Gimse                 | [ 69 ] [ 70 ]   |
| 5. Februar 1967   | Le Locle                 | Tremplin de la Combe Girard | Schweizer Springertournee             | Juhani Ruotsalainen | Giacomo Aimoni Kurt Elimä |                              | [ 71 ] [ 72 ]   |
|                   | Tournee-Gesamtwertung:   | Tournee-Gesamtwertung:      | Schweizer Springertournee             | Juhani Ruotsalainen | Kurt Elimä                | Jan Kawulok                  | [ 72 ]          |
| 5. Februar 1967   | Breitenwang              | Raimund-Ertl-Schanze        |                                       | Ryszard Witke       | Franz Keller              | Max Golser                   | [ 73 ]          |
| 5. Februar 1967   | Leavenworth              | Bakke Hill                  |                                       | Bjørn Wirkola       | Takashi Fujisawa          | Christoffer Selbekk          | [ 74 ] [ 75 ]   |
| 19. Februar 1967  | Oberhof                  | Rennsteigschanze            | Oberhofer Skispiele                   | Dieter Neuendorf    | Josef Tonhauser           | Ronald Jensen                | [ 76 ] [ 77 ]   |
| 20. Februar 1967  | Westby                   | Snowflake                   |                                       | Christoffer Selbekk | Frithjof Prydz            | John Balfanz                 | [ 78 ] [ 79 ]   |
| 25. Februar 1967  | Camp Fortune             | Lockeberg Ski Jumps         |                                       | Kjell Sjöberg       | Jiří Raška                | Zbyněk Hubač                 | [ 80 ] [ 81 ]   |
| 26. Februar 1967  | Camp Fortune             | Lockeberg Ski Jumps         |                                       | Kjell Sjöberg       | Jiří Raška                | Zbyněk Hubač                 | [ 82 ] [ 81 ]   |
| 27. Februar 1967  | Garmisch-Part.           | Große Olympiaschanze        | Kongsberg-Cup 5                       | Gilbert Poirot      | Alain Macle               | Reinhold Bachler             | [ 83 ] [ 84 ]   |
| 5. März 1967      | Chamonix                 | Tremplin du Mont            |                                       | Giacomo Aimoni      | Karl-Heinz Munk           | Hans Schmid                  | [ 85 ] [ 86 ]   |
| 6. März 1967      | Mysen                    | Vardebakken                 |                                       | Reinhold Bachler    | Dieter Neuendorf          | Bjørn Wirkola                | [ 87 ] [ 88 ]   |
| 6. März 1967      | Revelstoke               | Nels Nelsen Ski Jump        |                                       | Kjell Sjöberg       | Josef Zehnder             | Dave Norby                   | [ 89 ] [ 90 ]   |
| 8. März 1967      | Arendal                  | Nygårdsbakken               | Nachtspringen                         | Dieter Neuendorf    | Bent Tomtum               | Bjørn Wirkola                | [ 91 ] [ 92 ]   |
| 12. März 1967     | Paimio                   | Varasvouoren                |                                       | Veikko Kankkonen    | Franz Keller              | Risto Oinonen                | [ 93 ]          |
| 18. März 1967     | Zakopane                 | Wielka Krokiew              | Czech-Marusarzówna-Memorial           | Józef Kocyan        | Józef Przybyła            | Nikolai Jablokow             | [ 94 ] [ 95 ]   |
| 19. März 1967     | Zakopane                 | Wielka Krokiew              | Czech-Marusarzówna-Memorial           | Józef Kocyan        | Nikolai Jablokow          | Józef Przybyła               | [ 96 ] [ 97 ]   |
| 19. März 1967     | Kuopio                   | Puijo-Schanze               | Puijo-Winterspiele                    | Heikki Väisänen     | Dieter Neuendorf          | Topi Mattila                 | [ 98 ] [ 99 ]   |
| 19. März 1967     | Ruhpolding               | Große Zirmbergschanze       | Bayern-Pokal                          | Kjell Sjöberg       | Günther Göllner           | Peter Štefančič              | [ 100 ] [ 101 ] |
| 26. März 1967     | Planica                  | Skakalnica Stano Pelan      | Memoriał Janeza Poldy 6               | Reinhold Bachler    | Horst Queck               | Peter Lesser                 | [ 102 ] [ 103 ] |
| 27. März 1967     | Rovaniemi                | Ounasvaara-Schanze          | Nordische Springwoche                 | Bjørn Wirkola       | Dieter Neuendorf          | Wolfgang Stöhr               | [ 104 ] [ 105 ] |
| 2. April 1967     | Bærum                    | Skuibakken                  | Nordische Springwoche                 | Lars Grini          | Kjell Sjöberg             | Odd Hammernes                | [ 106 ] [ 107 ] |
|                   | Tournee-Gesamtwertung:   | Tournee-Gesamtwertung:      | Nordische Springwoche                 | Lars Grini          | Józef Kocyan              | Heikki Väisänen              | [ 107 ] [ 108 ] |
| 1. April 1967     | Rælingen                 | Marikollen                  |                                       | Kjell Sjöberg       | Hiroshi Itagaki           | Lars Grini                   | [ 109 ] [ 110 ] |
| 1. April 1967     | Johanngeorgenstadt       | Erzgebirgsschanze           |                                       | Reinhold Bachler    | Josef Tonhauser           | Manfred Eminger              | [ 111 ] [ 112 ] |
| 2. April 1967     | Oberwiesenthal           | Fichtelbergschanze          | Freie Presse Pokal                    | Dieter Neuendorf    | Reinhold Bachler          | Josef Matouš                 | [ 113 ] [ 114 ] |
| 2. April 1967     | Kuusamo                  | Rukatunturi-Schanze         |                                       | Bjørn Wirkola       | Juhani Ruotsalainen       | Veikko Kankkonen             | [ 115 ] [ 116 ] |
| 9. April 1967     | Dornbirn                 | Bödele                      |                                       | Reinhold Bachler    | Richard Pfiffner          | Max Bolkart                  | [ 117 ] [ 118 ] |

## Schanzenrekorde
| Ort          | Schanze                      | Name             | Weite   | aufgestellt am    | Beleg           |
| ------------ | ---------------------------- | ---------------- | ------- | ----------------- | --------------- |
| St. Moritz   | Olympiaschanze               | Ladislav Divila  | 086,0 m | 26. Dezember 1966 | [ 120 ] [ 21 ]  |
| Szczyrk      | Skalite                      | Kazimierz Kubica | 076,0 m | 15. Januar 1967   | [ 35 ] [ 121 ]  |
| Morteau      | Tremplin de Morteau          | Giacomo Aimoni   | 082,5 m | 15. Januar 1967   | [ 28 ] [ 29 ]   |
| Morteau      | Tremplin de Morteau          | Alain Macle      | 082,5 m | 15. Januar 1967   | [ 28 ] [ 29 ]   |
| Szczyrk      | Skalite                      | Zbyněk Hubač     | 078,5 m | 22. Januar 1967   | [ 35 ] [ 121 ]  |
| Szczyrk      | Skalite                      | Bernd Karwofsky  | 081,5 m | 22. Januar 1967   | [ 35 ] [ 121 ]  |
| Szczyrk      | Skalite                      | Peter Lesser     | 081,5 m | 22. Januar 1967   | [ 35 ] [ 121 ]  |
| Szczyrk      | Skalite                      | Manfred Queck    | 082,0 m | 22. Januar 1967   | [ 35 ] [ 121 ]  |
| Lake Placid  | Große Olympiaschanze         | Bjørn Wirkola    | 077,0 m | 22. Januar 1967   | [ 42 ] [ 122 ]  |
| Lake Placid  | Große Olympiaschanze         | Bjørn Wirkola    | 077,5 m | 22. Januar 1967   | [ 42 ] [ 122 ]  |
| Zakopane     | Wielka Krokiew               | Jiří Raška       | 107,0 m | 24. Januar 1967   | [ 37 ]          |
| Madison      | Middleton                    | Bjørn Wirkola    | 063,0 m | 29. Januar 1967   | [ 63 ]          |
| Leavenworth  | Bakke Hill                   | Bjørn Wirkola    | 102,0 m | 5. Februar 1967   | [ 75 ]          |
| Saint Nizier | Tremplin du Dauphiné         | Peter Eržen      | 101,0 m | 8. Februar 1967   | [ 8 ]           |
| Oberstdorf   | Heini-Klopfer-Skiflugschanze | Lars Grini       | 147,0 m | 10. Februar 1967  | [ 123 ] [ 124 ] |
| Oberstdorf   | Heini-Klopfer-Skiflugschanze | Kjell Sjöberg    | 148,0 m | 10. Februar 1967  | [ 123 ] [ 124 ] |
| Oberstdorf   | Heini-Klopfer-Skiflugschanze | Lars Grini       | 150,0 m | 11. Februar 1967  | [ 125 ] [ 124 ] |
| Rena         | Renabakkene NS               | Lars Grini       | 078,0 m | 27. Februar 1967  | [ 126 ]         |
| Revelstoke   | Nels Nelsen Ski Jump         | Kjell Sjöberg    | 093,0 m | 6. März 1967      | [ 90 ]          |
| Vikersund    | Vikersundbakken              | Reinhold Bachler | 154,0 m | 12. März 1967     | [ 1 ]           |
| Mo i Rana    | Fageråsbakken                | Bent Tomtum      | 085,5 m | 19. März 1967     | [ 127 ]         |
| Planica      | Skakalnica Stano Pelan       | Horst Queck      | 091,0 m | 26. März 1967     | [ 103 ] [ 128 ] |
| Våler        | Gjerdumsbakken               | Lars Grini       | 083,0 m | 27. März 1967     | [ 129 ]         |
| Kuusamo      | Rukatunturi-Schanze          | Bjørn Wirkola    | 115,5 m | 2. April 1967     | [ 130 ]         |
| Namsos       | Gamle Grånasen               | Bjørn Wirkola    | 070,5 m | 22. April 1967    | [ 131 ]         |